# بيريز بيلكتش
بيريز بيلكتش (بالبوسنية: Beriz Belkić) (ولد في 8 سبتمبر 1946) سياسي بوسني مسلم، عَمل عضو ورئيس مجلس الرئاسة البوسني عام 2001.

## حياته
تخرج بيلكتش من كلية الاقتصاد في جامعة سراييفو مسقط رأسه، ثم عمل في مناصب إدارية مختلفة على مستوى البلدية وعلى مستوى الكانتونات والدولة الفدرالية، بعد الانتخابات في البوسنة والهرسك انتخب بيلكتش كعضو برلماني عن كتلة بيت البوسنة والهرسك، وفي 30 مارس 2001 تم انتخابه من قبل البرلمان ليحل محل خالد جنجاك كعضوا بديل لهيئة رئاسة البوسنة والهرسك، ثم عمل رئيسًا لمجلس النواب في الفترة من 11 يناير إلى 11 سبتمبر 2007، وكان عضوا مؤسس لحزب من أجل البوسنة والهرسك.